# گواتینز
گواتینز (به پرتغالی: Goiatins) یک منطقهٔ مسکونی در برزیل است که در توکانتینس واقع شده‌است. گواتینز ۱۳٬۰۹۵ نفر جمعیت دارد.